# Élections sénatoriales de 1989 dans la Creuse
Les élections sénatoriales dans la Creuse ont lieu le dimanche 24 septembre 1989. 
Elles ont pour but d'élire les sénateurs représentant le département au Sénat pour un mandat de neuf ans.

## Contexte départemental
Lors des élections sénatoriales du 28 septembre 1980 dans la Creuse, deux sénateurs PS sont élus, William Chervy et Michel Moreigne.
Depuis, tous les effectifs du collège électoral des grands électeurs sont renouvelés, avec les élections législatives de 1988 dans la Creuse, les élections régionales françaises de 1986, les élections cantonales de 1985 et 1988 et les élections municipales françaises de 1989.

## Rappel des résultats de 1980
| Candidat et parti politique | Candidat et parti politique | Candidat et parti politique | Premier tour | Premier tour |
| Candidat et parti politique | Candidat et parti politique | Candidat et parti politique | Voix         | %            |
| --------------------------- | --------------------------- | --------------------------- | ------------ | ------------ |
|                             | William Chervy              | PS                          | '            | '            |
|                             | Michel Moreigne             | PS                          | '            | '            |
|                             |                             |                             |              |              |
| Inscrits                    | Inscrits                    | Inscrits                    |              | 100,00       |
| Abstentions                 |                             |                             |              |              |
| Votants                     |                             |                             |              |              |
| Blancs et nuls              |                             |                             |              |              |
| Exprimés                    |                             |                             |              |              |

## Sénateurs sortants
| Sénateur | Sénateur        | Parti | Fonctions lors de l'élection en 1980     |
| -------- | --------------- | ----- | ---------------------------------------- |
|          | William Chervy  | PS    | Conseiller général, maire de Saint-Vaury |
|          | Michel Moreigne | PS    | Conseiller général, maire de Lupersat    |

## Candidats
Dans la Creuse, les sénateurs sont élus au scrutin majoritaire à deux tours. 
| Candidats | Candidats          | Parti | Principale fonction                                                                    |
| --------- | ------------------ | ----- | -------------------------------------------------------------------------------------- |
|           | Raymond Labrousse  | PCF   | Adjoint au maire de Saint-Vaury, conseiller régional                                   |
|           | Michel Durand      | PCF   | Maire de Méasnes                                                                       |
|           | Michel Moreigne    | PS    | Sénateur français, président du Conseil général, conseiller général, maire de Lupersat |
|           | William Chervy     | PS    | Sénateur français, conseiller général, maire de Saint-Vaury                            |
|           | Guy de Lamberterie | UDF   | Maire de Peyrat-la-Nonière                                                             |
|           | Jean-Claude Pasty  | RPR   | Conseiller régional, conseiller général, député européen                               |

## Résultats
Les nouveaux représentants sont élus pour une législature de 9 ans au suffrage universel indirect par les 518 grands électeurs du département.
| Candidat et parti politique | Candidat et parti politique | Candidat et parti politique | Premier tour | Premier tour | Second tour | Second tour |
| Candidat et parti politique | Candidat et parti politique | Candidat et parti politique | Voix         | %            | Voix        | %           |
| --------------------------- | --------------------------- | --------------------------- | ------------ | ------------ | ----------- | ----------- |
|                             | Michel Moreigne             | PS                          | 263          | 51,27        |             |             |
|                             | William Chervy              | PS                          | 252          | 49,12        | 305         | 60,28       |
|                             | Jean-Claude Pasty           | RPR                         | 202          | 39,38        | 201         | 39,72       |
|                             | Guy de Lamberterie          | UDF                         | 194          | 37,82        |             |             |
|                             | Raymond Labrousse           | PCF                         | 59           | 11,50        |             |             |
|                             | Michel Durand               | PCF                         | 55           | 10,72        |             |             |
|                             |                             |                             |              |              |             |             |
| Inscrits                    | Inscrits                    | Inscrits                    | 518          | 100,00       | 518         | 100,00      |
| Abstentions                 | Abstentions                 | Abstentions                 | 1            | 0,19         | 2           | 0,39        |
| Votants                     | Votants                     | Votants                     | 517          | 99,81        | 516         | 99,61       |
| Blancs et nuls              | Blancs et nuls              | Blancs et nuls              | 4            | 0,77         | 10          | 1,94        |
| Exprimés                    | Exprimés                    | Exprimés                    | 513          | 99,23        | 506         | 98,06       |